# Kalanchoe
Genre
Classification phylogénétique
Synonymes
Bryophyllum

Kalanchoe est un genre botanique de 155 espèces, de plantes succulentes tropicales à fleurs de la famille des Crassulaceae, originaires pour la moitié de Madagascar et pour le reste d'Afrique et d'Asie.

## Étymologie
Le nom Kalanchoe (écrit aussi Kalanchoë) a été donné par le botaniste français Michel Adanson qui décrivit le genre dans Familles des plantes en 1763. Comme Adanson réfère à une espèce type (nommée tsjaccarbebe par Rumphius) qu'il croyait d'origine chinoise, on suppose généralement que l'appellation viendrait du chinois. Mais Adanson est aussi connu pour avoir voulu donner à chaque genre un nom sans rapport avec aucune langue existante, par tirage au sort de syllabes, comme c'est peut-être le cas ici.
Adanson indique aussi dans la table  des matières (page 530) « KALANCHOE Sin. Camell. ....248 » pouvant signaler que ce terme d'origine chinoise était employé par Joseph Camellus, un botaniste missionnaire jésuite dans les îles Philippines.
Ce nom pourrait être dérivé des mots chinois « kalan chau » signifiant "ce qui tombe et grandit" qui fait référence aux plantules qui tombent des feuilles de nombreuses espèces, ce qui met en évidence les traits de reproduction asexuée de la plante.
Le professeur W. H.J. Kuo de l'Université Nationale de Taiwan, indique que les deux premières syllabes du terme kalanchoe pourraient venir de 芥藍, le brocoli chinois, utilisé en cuisine cantonaise et vietnamienne, connu généralement sous son nom cantonais kai-lan car bien que n'appartenant pas à la même famille que les Kalanchoés, il possède une certaine ressemblance avec un kalanchoe d'origine asiatique, le Kalanchoe spathulata 匙叶伽蓝菜 (匙葉芥藍菜) chiye gailan cai (tous deux ont des feuilles spatulées, épaisses et une inflorescence terminale de fleurs à 4 sépales et 4 pétales).

## Classification
Premières classifications
La classification des Kalanchoe a beaucoup varié depuis 1763, époque où Michel Adanson les définissait par des feuilles opposées, des fleurs tétramères, gamopétales et obdiplostémones. Deux genres très proches vont être créés au XIXe siècle qui vont susciter de nombreux débats. En 1806, le botaniste britannique Salisbury établit le genre Bryophyllum avec des caractères génériques empruntés à l'espèce malgache Bryophyllum calycinum : les fleurs tétramères comme celles des Kalanchoe se distinguent de ces dernières par le fait d'être pendantes (et non dressées), d'avoir des nectaires courts et des styles longs. En 1881, le botaniste Baker introduit un nouveau genre proche des Bryophyllum qu'il nomme Kitchingia et qu'il caractérise par un petit calice et des carpelles divergents.
Depuis cette époque, les botanistes hésitent à rassembler le même groupe de Crassulaceae :

- soit en un genre unique Kalanchoe sensu lato (au sens large)

- soit en deux ou trois genres distincts, Kalanchoe sensu stricto et Bryophyllum, avec éventuellement Kitchingia.

Le premier point de vue fut d'abord défendu par De Candolle (1828) puis Raymond Hamet (1907-1908). Dans une revue de synthèse du genre Kalanchoe, Hamet donne plusieurs arguments pour intégrer le genre Bryophyllum dans le genre Kalanchoe.
Le second point de vue fut défendu par Alwin Berger en 1930. Dans sa révision des Crassulaceae, il rétablit la distinction des genres Kalanchoe, Bryophyllum et Kitchingia.
Kalanchoe et Bryophyllum
La séparation des Kalanchoe et des Bryophyllum connait un assez large consensus, auquel ne se rattachent pas les quelques botanistes qui connaissent bien les espèces malgaches sur le terrain (H. Humbert, H. Perrier, P. Boiteau, W. Rauh) et quelques autres (Koorders, 1918-1920 ; Backer, 1948 ; Backer & van den Brink, 1963 ; etc.). Les partisans d'une unification maintiennent toutefois une subdivision de Kalanchoe sensu lato en sous-genres ou sections (Boiteau, 1947, Boiteau et als, 1948, 1949, 1995, Descoings,, 2003, 2006, Chernetskyy, 2011) et leur point de vue semble l'emporter actuellement.
D'après Bernard Descoings (2006), le genre Kitchingia trop hétérogène ne peut être maintenu.
Tous les auteurs sont d'accord pour distinguer deux unités taxonomiques bien définies et distinctes Kalanchoe et Bryophyllum. La difficulté découle de l'existence de nombreuses espèces qui ne rentrent pas correctement dans l'une ou l'autre définition. Les six caractères discriminants retenus par Descoings 2006, sont résumés dans le tableau suivant :
| Critères génériques discriminants des deux taxons Kalanchoe, Bryophyllum (d'après Descoing, 2006) |                                                                     |                                                                   |
|                                                                                                   | Kalanchoe                                                           | Bryophyllum                                                       |
| Fleurs                                                                                            | dressées                                                            | pendantes                                                         |
| Calice                                                                                            | Petit calice, avec un tube plus court que les lobes T/L <1          | Long calice, avec un tube plus long que les lobes T/L >1          |
| Corolle                                                                                           | Partie inf. du tube renflée (subsphérique), partie sup. cylindrique | En forme de sablier, avec séparation par un étranglement (gorge)  |
| Étamines                                                                                          | Point d'insertion vers le haut de la partie sup. du tube corollien  | Point d'insertion au-dessous du milieu du tube corollien          |
| Écaille (nectaire)                                                                                | Allongée, linéaire, longue                                          | Courte, carrée ou rectangulaire                                   |
| Pistil                                                                                            | Carpelle plus long que le style C/S >1                              | Carpelle plus court que le style C/S <1                           |
|                                                                                                   | parfois une glande sur l'anthère                                    | souvent des bulbilles sur les feuilles ou dans les inflorescences |

Les espèces intermédiaires sont plutôt Kalankoe pour les unes et plutôt Bryophyllum pour les autres, suivant la proportion de critères qui font balancer d'un côté ou de l'autre. Mais comme il faut bien mettre quelque part ces taxons très nombreux, Descoings considère plus simple de maintenir un seul genre au sens large, incluant tout le monde.
Pour Descoings, le genre Kalanchoe sensu lato comporte 155 espèces, se décomposant en 58 espèces de Kalanchoe sensu stricto, 26 Bryophyllum, 66 d'intermédiaires et le reste fait de quelques hybrides artificiels. Les groupes Kalanchoe sensu stricto et Bryophyllum sont considérés comme des sous-genre de Kalanchoe sensu lato. Les espèces intermédiaires sont rassemblées dans le sous-genre Calophygia.
| Systématique proposée par Descoings |             |                                       |                                 |                                       |
| Genre                               | KALANCHOE   | KALANCHOE                             | KALANCHOE                       | KALANCHOE                             |
| Sous-genre                          | nom         | Kalanchoe                             | Bryophyllum (Salisb.) Koorders  | Calophygia Descoings                  |
| Sous-genre                          | espèce type | Kalanchoe laciniata (L.) DC           | Bryophyllum calycinum Salisbury | Kalanchoe arborescens Humbert         |
| Sous-genre                          | répartition | Madagascar : 7 Afrique : 37 Asie : 14 | Madagascar : 26                 | Madagascar : 42 Afrique : 23 Asie : 1 |

La spéciation africano-malgache
En Afrique et en Asie, n'existe que le sous-genre Kalanchoe et des espèces intermédiaires de Calophygia. À Madagascar, le sous-genre Kalanchoe est réduit à 7 espèces, le sous-genre Bryophyllum comporte 26 espèces et le groupe intermédiaire domine avec 42 espèces. Ce dernier groupe constitue donc un très large terme de passage entre le sous-genre Kalanchoe et le sous-genre Bryophyllum.
Si on prend en compte les espèces Calophygia à tendance Kalankoe, on constate que le phyllum Kalanchoe (sous-genre Kalanchoe + partie du sous-genre Calophygia à tendance Kalanchoe) est plus puissant en Afrique qu'à Madagascar.
On peut donc supposer l'existence d'un phyllum ancien de Crassulacées tétramères dont l'aire s'étendait sur l'Afrique sud-orientale y compris sur la région malgache, avant la séparation de cette dernière du continent africain générant l'île de Madagascar, il y a 120 millions d'années. Après la séparation, une lente évolution prend place en Afrique, avec une extension vers le nord-est puis vers l'est, par l'Arabie, les Indes jusqu'en Extrême-Orient. À Madagascar, une évolution forte et rapide, à partir du reliquat de la souche Kalanchoe, conduit à la nouvelle forme Bryophyllum issue d'un lot important d'espèces intermédiaires (sous-genre Calophygia).

## Description
La plupart des Kalanchoe sensu lato (au sens large) sont des plantes herbacées ou buissonnantes de taille moyenne, généralement pérennes mais parfois bisannuelles et rarement annuelles. Le genre comprend aussi des arbustes lignifiés, des lianes et des plantes épiphytes.
Kalanchoe arborescens est un petit arbre faisant jusqu'à 5 m de haut, avec un tronc simple et une cime en parasol. De même, Kalanchoe beharensis de Madagascar, peut atteindre plus de 3 m de haut mais la plupart des espèces de ce genre forment des buissons de moins d'un mètre.
Les feuilles sont normalement opposées, rarement alternes ou verticillées, parfois amplexicaules. Presque toutes les espèces sont à feuilles crassulescentes (d'aspect charnu et avec un mode d'assimilation chlorophyllienne par métabolisme acide crassulacéen), même celles qui poussent dans les zones régulièrement inondées. Les feuilles peuvent parfois porter des bulbilles sur la marge.
L'inflorescence est généralement terminale et corymbiforme, cymeuse parfois formée de cymes subterminales et donc en panicules. Les fleurs sont 4-mères c'est-à-dire que tous les verticilles comportent 4 pièces : 

4S - 4P - 2x4 E - 4C
et les pétales sont soudés entre eux (gamopétalie), formant un tube terminé par des lobes. Elles sont généralement brillamment colorées.
Les fruits sont en follicules contenant de nombreuses très petites graines, à tégument généralement irrégulier.
La capacité de reproduction par voie végétative est tout à fait remarquable.
Dans la famille des Crassulacées, le genre le plus proche des Kalanchoe semble être celui des Cotylédons africains, avec des fleurs aussi gamopétales mais pentamères.

## Répartition
Le genre Kalanchoe est majoritairement présent à Madagascar avec 75 espèces et en Afrique méridionale, centrale et orientale avec 60 espèces puis dans une partie de l'Asie tropicale (du Yémen, à l'Inde et jusqu'à Taïwan) avec 15 espèces (Descoings, tableau 5, 2006 ; Allorge-Boiteau, 1996). Ce genre pris au sens large (voir section nomenclature et systématique) est plus ou moins pantropical, et comporte 155 espèces (compte tenu de 5 hybrides artificiels) alors qu'au sens strict, il n'a que 58 espèces (dont 7 à Madagascar, 37 en Afrique et 14 en Asie).
Les Kalanchoes supportent des températures très chaudes, avec de fortes alternances entre le jour et la nuit. Certains Kalanchoes survivent dans les régions les plus chaudes et les plus sèches du globe, là où très peu d'autres espèces peuvent le faire. Ils sont alors dominants sinon exclusifs.

## Culture

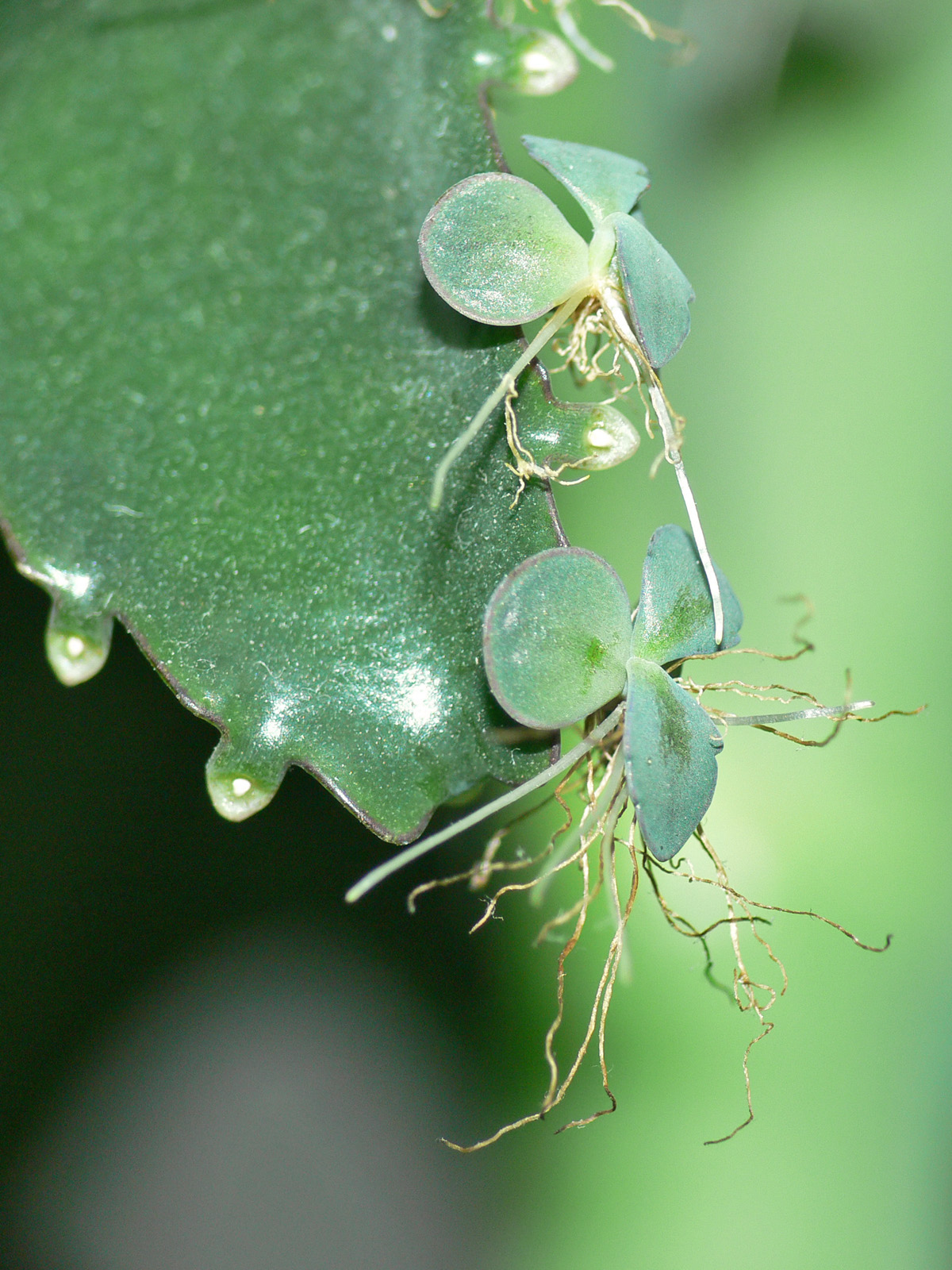
Propagules de Kalanchoe daigremontiana apparues par reproduction végétative

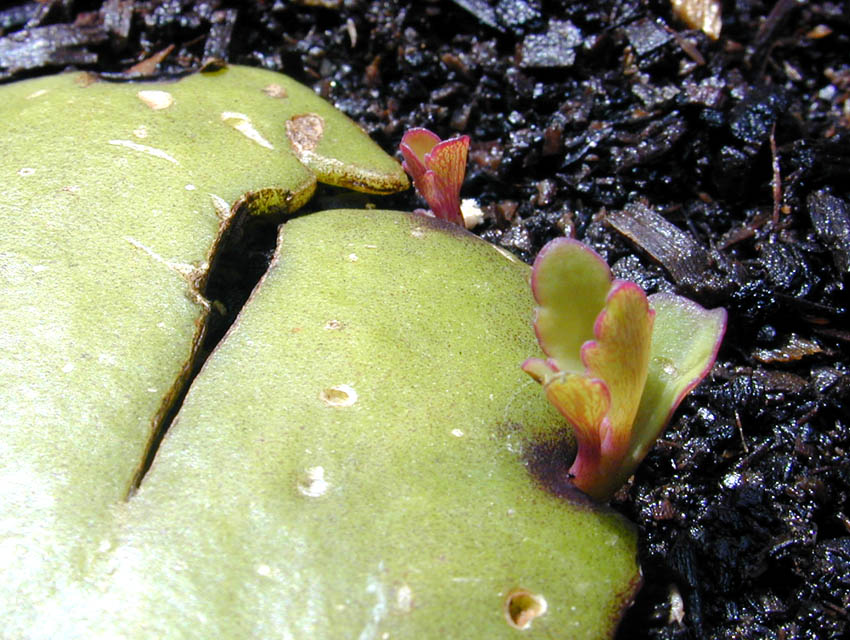
Propagules de Kalanchoe pinnata apparues par reproduction végétative

Ces plantes sont souvent utilisées comme plantes d'appartement, ou de jardin en climat doux. La plus commune est Kalanchoe blossfeldiana qui forme des touffes d'une quinzaine de centimètres de hauteur, garnies de fleurs rouges, orangées ou jaunes.
Elles sont appréciées pour leurs jolies fleurs, leur facilité d'entretien et de propagation, leurs besoins en eau limités. Elles sont caractérisées par un type de photosynthèse particulier dénommé Métabolisme acide crassulacéen ou CAM en anglais (Crassulacean Acid Metabolism).
Kalanchoe pinnata est une curiosité comme beaucoup d'autres espèces de la section Bryophyllum car il présente une reproduction végétative avec de minuscules sujets présents, présentant des amorces de racines, au bord des feuilles des sujets adultes. Quand la feuille d'un de ces derniers est cassée, voire simplement secouée par le vent ou un animal, les petits sujets qui arrivent en contact avec le sol s'enracinent directement.

## Toxicité et médecine traditionnelle
Comme d'autres Crassulaceae, telles que les genres Tylecodon, Cotyledon et Adromischus, certaines espèces de Kalanchoe contiennent des glycosides cardiaques (bufadiénolides) qui peuvent occasionner des maladies cardiaques des animaux en pâture. C'est notamment le cas en Afrique du Sud.
Dans la médecine traditionnelle, des espèces de Kalanchoe sont notamment utilisées pour traiter les infections, les rhumatismes et l'inflammation[réf. nécessaire]. Des extraits de Kalanchoe ont aussi des effets immunosuppresseurs[réf. nécessaire]. Kalanchoe pinnata est utilisé comme un traitement traditionnel contre l'hypertension dans les îles de Trinité-et-Tobago[réf. nécessaire].

## Quelques espèces
- sous-genres Kalanchoe (Kalan.) et Calophygia

- sous-genre Bryophyllum